# Dysodia ferruginous
Dysodia ferruginous är en fjärilsart som beskrevs av Chu och Wang 1991. Dysodia ferruginous ingår i släktet Dysodia och familjen Thyrididae. Inga underarter finns listade i Catalogue of Life.